# Croix du combattant
La Croix du combattant (in italiano: "Croce del combattente") fu una croce di merito istituita della Repubblica Francese il 19 dicembre 1926 per riconoscere la partecipazione individuale a missioni di guerra all'estero a partire dalla fine della prima guerra mondiale.

## Storia
La medaglia venne pensata come riconoscimento speciale per quanti avessero preso parte attiva ai combattimenti della prima guerra mondiale (1914-1918) nell'esercito francese in prima linea, come pure ai veterani ancora viventi che avessero preso parte alla guerra franco-prussiana del 1870-71. La medaglia venne poi concessa con i medesimi criteri a quanti avessero preso parte alla seconda guerra mondiale nell'esercito francese.
La legge del 9 dicembre 1974, estese l'uso della decorazione anche a coloro che presero parte alle operazioni militari in Nordafrica tra il 1º gennaio 1952 ed il 2 luglio 1962 e un nuovo decreto datato 12 gennaio 1994 estese il conferimento a quanti combatterono in Cambogia, Camerun, Golfo Persico, Libano, Madagascar, Canale di Suez, Somalia, Repubblica centrafricana, Ciad, Jugoslavia, Zaire e Iraq.

## Descrizione della medaglia
La medaglia è costituita da una croce patente in bronzo di 36 mm con una corona d'alloro passante dietro i bracci. Al centro è raffigurato un medaglione che presenta sul dritto il volto elmato della personificazione della Francia rivolto verso sinistra, attorniato dalla legenda "RÉPUBLIQUE FRANÇAISE" ("REPUBBLICA FRANCESE"), mentre sul rovescio riporta al centro le parole "CROIX DU COMBATTANT", in italiano "CROCE DEL COMBATTENTE".
La medaglia pende da un nastro che passa attraverso l'anello di sospensione incorporato nella medaglia stessa. Questo nastro di seta moiré è largo 36 mm e di colore azzurro con sette strisce rosse di 3 mm ciascuna.